# 侯伯王酒庄

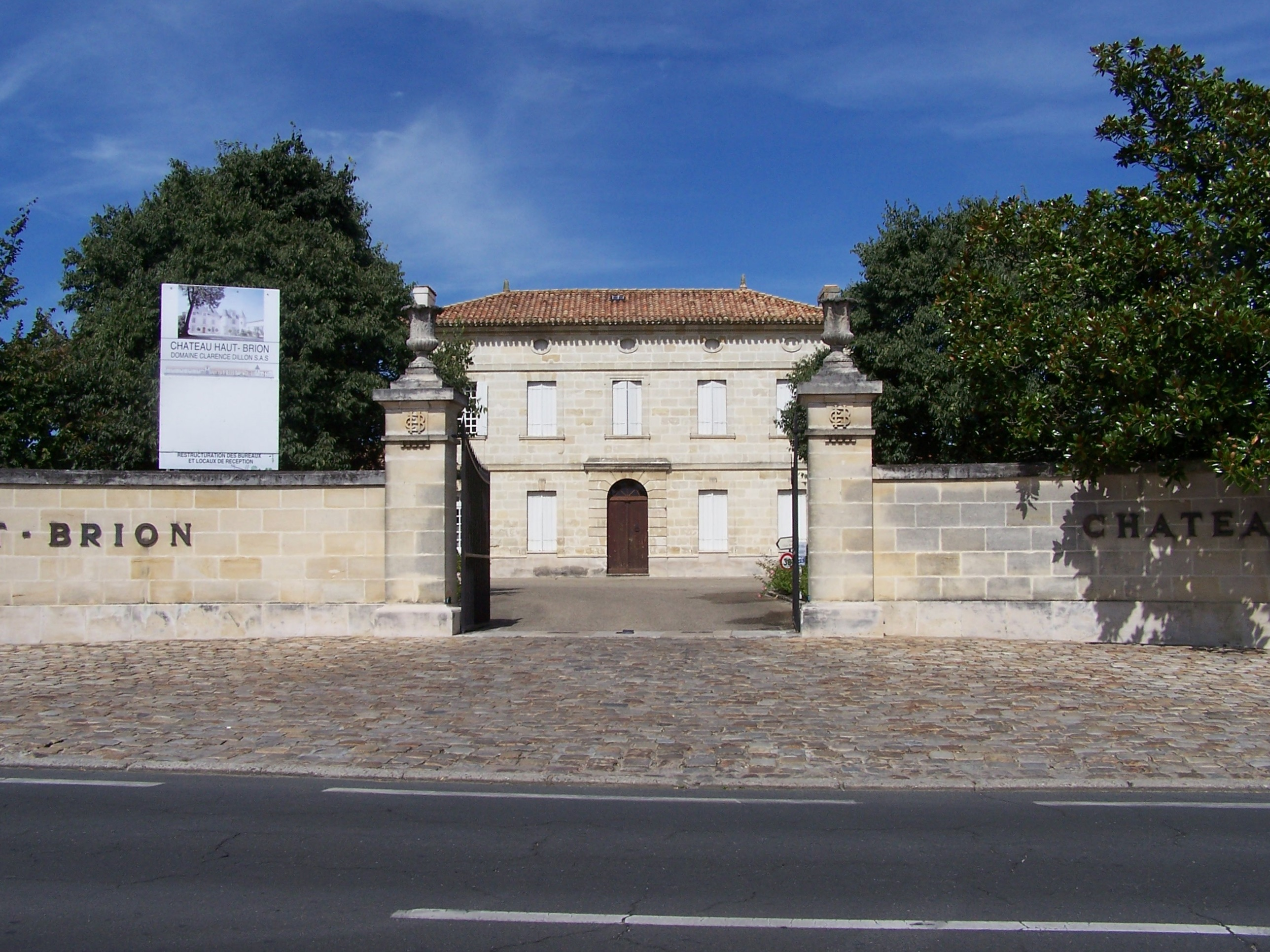
侯伯王酒庄

侯伯王酒庄（法語：Château Haut-Brion，法語：[ʃɑto obʁijɔ̃]），又稱為红颜容酒庄、奥比昂酒庄、上布里昂酒庄或歐波里翁酒莊，是位於法国佩薩克的著名葡萄酒庄园。该酿酒庄园是由官方检查证明名称与产地属实的品牌（Appellation de Haut-Brion contrôlée）。庄园佔地51公顷，葡萄園年產12000-15000箱葡萄酒。
侯伯王酒庄的红葡萄酒在目前法國官方排名中，位列第一等（Premier Grand Cru），与玛歌酒庄、拉度酒庄、木桐酒庄和拉菲酒庄共享该殊荣。

## 歷史
雖然一般認為葡萄是從羅馬時期開始種植的，但實際有文件證明種植葡萄的年代最早是1423年。而侯伯王酒庄的記錄是在1525年，是當Jeanne de Bellon嫁給Jean de Pontac時所帶的嫁妝。
侯伯王酒庄是第一個有記錄進口到美國的五大酒莊，是湯瑪斯·傑佛遜在法國旅行時買了6箱寄回他位在維吉尼亞的莊園。
著名的擁有者经营侯伯王酒庄的时间超過了4個世紀，其中包括了：法國海軍司令、地區主教、法國元帥、阿基坦（Guyenne）區首長、拿破仑的外交大臣夏爾·莫里斯·德塔列朗-佩里戈爾以及約翰·甘迺迪任總統時的美國駐法大使 C·道格拉斯·狄龍（C. Douglas Dillon）。
現在的擁有者是美國銀行家Clarence Dillon的孫女Duchesse de Mouchy，也是Domaine Clarence股份有限公司的主席。侯伯王酒庄是五大酒莊中唯一被美國人所擁有的酒庄。
在1960年時，侯伯王酒庄是第一個革命性的採用不鏽鋼桶發酵技術的酒莊。

## 釀酒
侯伯王酒庄種植了55%的赤霞珠（卡本內-蘇維濃 Cabernet sauvignon ）、25%的梅洛 ( Merlot ) 、20%的 品丽珠 ( Cabernet Franc / Franc )，葡萄平均株齡為30年。
侯伯王酒庄的優等酒是在不鏽鋼桶裡發酵後，放在新橡木桶裡陳酿24~27個月。整個釀酒過程由 Jean-Philippe Delmas管理。
英國文學家Samuel Pepys、哲學家約翰·洛克、法國樞機主教黎塞留公爵及美國總統湯瑪斯·傑佛遜都曾記載、描述过產自侯伯王酒庄的特級酒。

## 裝瓶

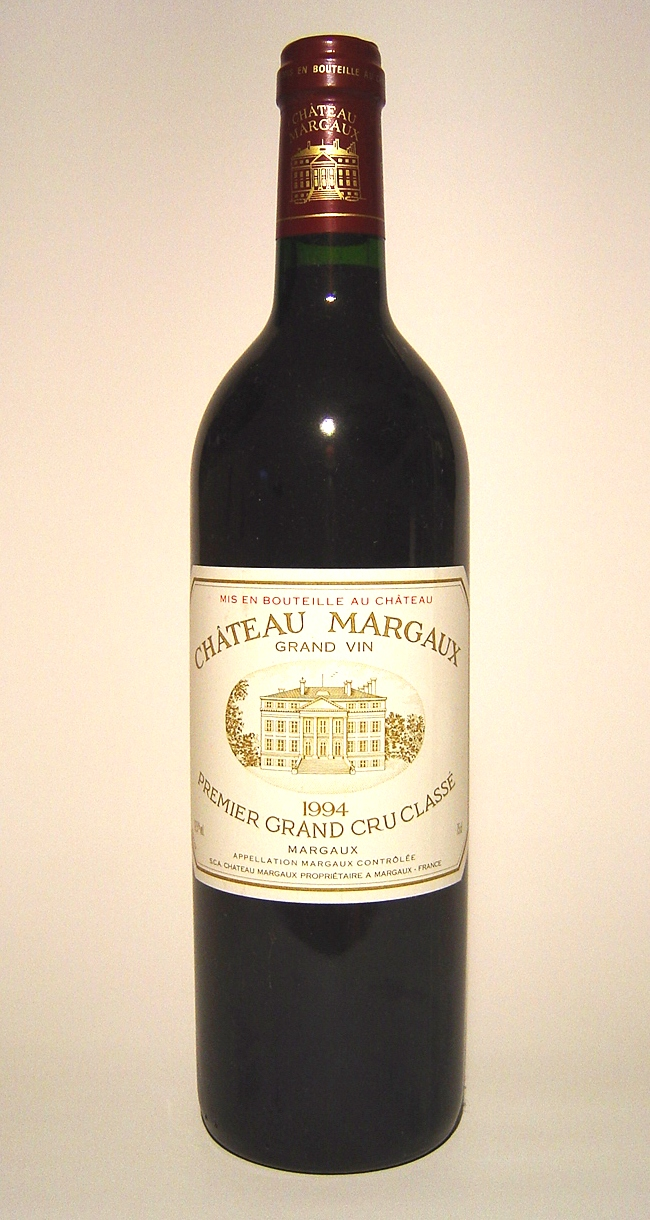
波爾多酒瓶的形狀

值得一提的是，侯伯王酒庄的酒瓶形狀較類似勃根地酒瓶而非波爾多的傳統酒瓶。